# 中国民主建国会河南省委员会
中国民主建国会河南省委员会，简称民建河南省委、河南民建，是中国民主建国会在河南省的地方组织。